# Listă de forme de relief pe Hyperion

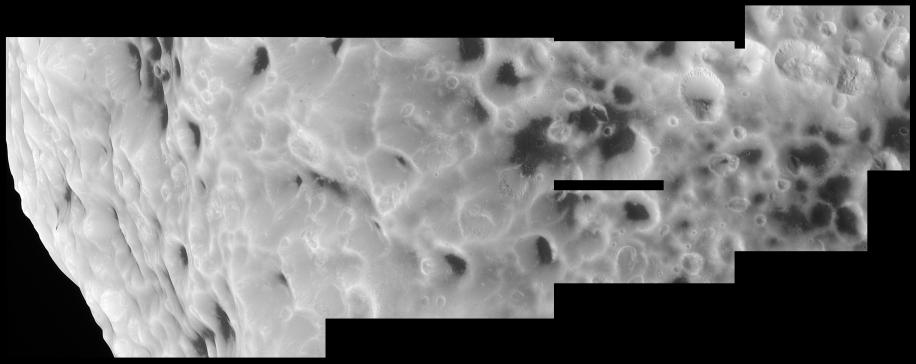
Suprafața lui Hyperion cu mai multe cratere pline de un material roșiatic misterios. Materialul conține lanțuri lungi de carbon și hidrogen și pare foarte asemănător cu materialul găsit pe alți sateliți Saturnieni, în special pe Iapetus.

Aceasta este o listă de forme de relief numite pe Hyperion, un satelit al lui Saturn.

## Dorsa

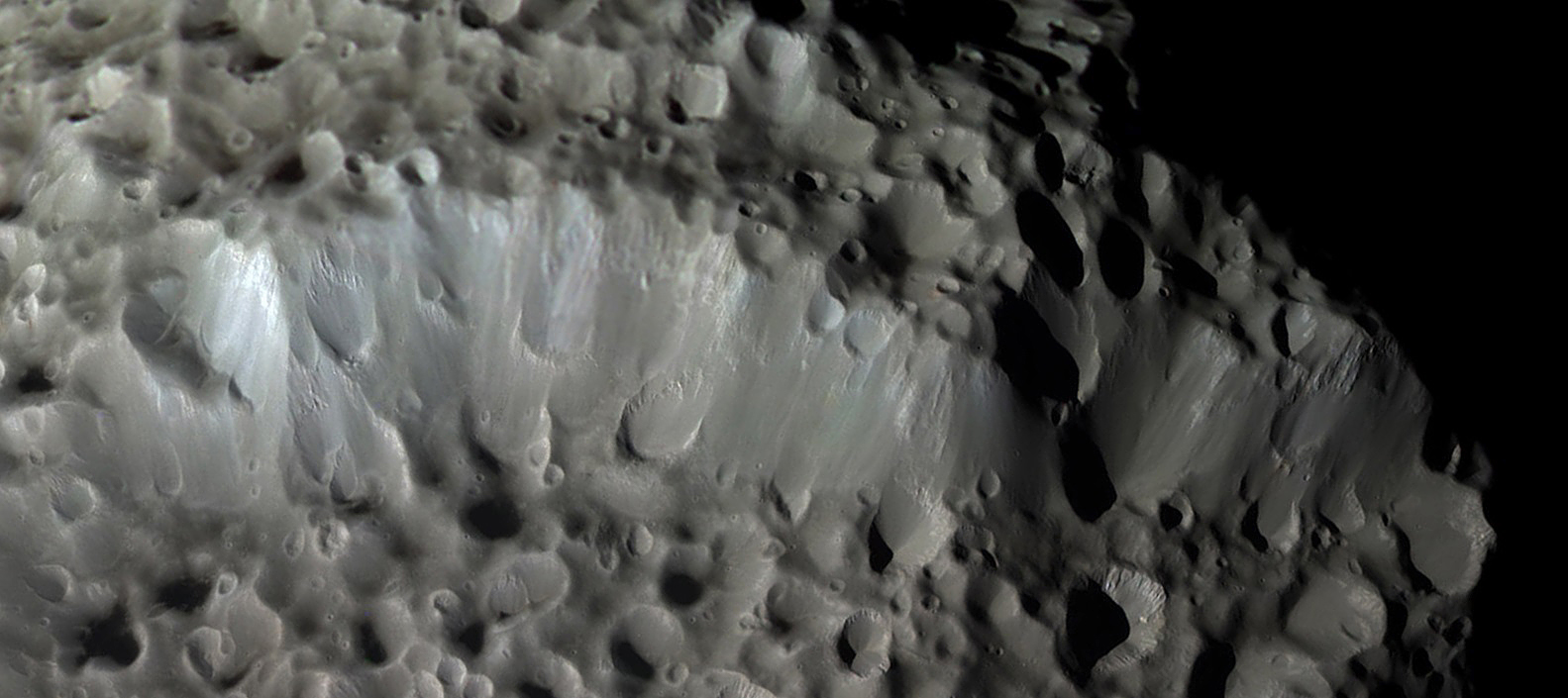
Bond-Lassell Dorsum pe Hyperion (Cassini 2007)

Există un dorsum (creastă) numit pe Hyperion.
| Dorsum              | Coordonate                      | Diametru (km) | Data de aprobare | Numit după                                                   | Refs  |
| ------------------- | ------------------------------- | ------------- | ---------------- | ------------------------------------------------------------ | ----- |
| Bond-Lassell Dorsum | 48°00′N 143°30′W / 48°N 143.5°V | 0             | 1982             | George Phillips Bond, William Cranch Bond și William Lassell | WGPSN |

## Cratere
Aceasta este o listă de cratere de pe Hyperion. Craterele hiperioniene poartă numele zeilor soarelui și lunii în diverse mitologii.
| Crater | Coordonate              | Diametru(km) | Aprobare An | Eponim                                                                          | Ref   |
| ------ | ----------------------- | ------------ | ----------- | ------------------------------------------------------------------------------- | ----- |
| Bahloo | 36°N 164°E / 36°N 164°E | N / A        | 1982        | Bahloo. Luna; producătoare de fete (mitologia aborigenă)                        | WGPSN |
| Helios | 71°N 132°V / 71°N 132°V | N / A        | 1982        | Helios. zeul soarelui grec; fiul lui Hyperion (mitologia greacă)                | WGPSN |
| Jarilo | 61°N 177°E / 61°N 177°E | N / A        | 1982        | Jarilo, zeul est-slav al fertilității, iubirii și al soarelui (mitologia slavă) | WGPSN |
| Meri   | 3°N 171°V / 3°N 171°V   | N / A        | 1982        | Meri, erou popular; Soarele (oamenii Bororó)                                    | WGPSN |